# Osmia clarescens
Osmia clarescens là một loài Hymenoptera trong họ Megachilidae. Loài này được Cockerell mô tả khoa học năm 1911.